# Землянский, Сергей Юрьевич
Землянский Сергей Юрьевич род. 15 июня 1980 года, Челябинск. Режиссер-хореограф, основатель направления Новая пластическая драма/wordless, педагог. Автор версии спектаклей без слов, с использованием драматургии, авторской музыки, элементами хореографии и новым взглядом на телесную выразительность работы с актером.
Биография
Родился в городе Челябинск. В 2002 году окончил хореографический факультет Челябинской Государственной Академии культуры и искусств (мастер курса Виктор Иванович Панфёров), по специальности педагог-хореограф.
Уже на четвёртом курсе был приглашён в Екатеринбург, в театр «Провинциальные танцы» Татьяны Багановой, где как танцовщик работал пять лет.
За это время, в качестве ассистента хореографа, участвовал в постановках: «Осень» Татьяны Багановой для ABCDancecompany (Австрия, 2003) и оперы-балета И. Стравинского «Соловей» (Пермский Академический Театр Оперы и балета), номинированный на премию «Золотая маска».
Как танцовщик, работал с иностранными хореографами: спектакль «На дороге» постановка Й. Шлемера (Германия), спектакль «STAU» постановка Анук Ван Дайк (Голландия), проект реализован в июле 2004 г. в Москве.
В январе 2006 года был приглашён в Москву Владимиром Панковым Художественным руководителем студии «SounDrama» как хореограф и актёр.
Их совместная работа над первым спектаклем «Переход», в центре драматургии и режиссуры А. Казанцева и М. Рощина, был представлен на премии «Золотая маска» в номинации «Новация» в 2006 году. В сотрудничестве с студией «SounDrama», как хореограф, поставил 15 спектаклей в России и за рубежом.
Следующим этапом в творчестве Сергея стал спектакль «Синдром Орфея» (совместный проект театра «Vidy-Lausanne», Швейцария, SounDrama studio, школа при балете Мориса Бежара «Rudra Bejart» и Международной конфедерации театральных союзов, 2012 г.) Эта работа собрала прекрасную прессу во время большие гастролей во Франции и городах России. В ней приняли участие две ведущих ученицы школы, профессиональные танцовщицы, которые сейчас работают в мировых танцевальных компаниях. Сандра Бордуа (Gauthier Dance Company, Штутгарт) и Манон Андрал. В 2012 году, как хореограф и актёр, принял участие в фильме «Доктор» режиссёра Владимира Панкова по сценарию Елены Исаевой, продюсеры Владимир Меньшов и Александр Литвинов.
В 2012 году ставит спектакль «Материнское поле», премьера которого состоялась 9 октября 2012 года в филиале театра имени Пушкина.
Этот спектакль можно назвать первым в направлении Новая пластическая драма, которое появилось на стыке трёх театральных жанров: драматического спектакля, танцевального театра и выразительных эмоций пантомимы. Основой стиля wordless стало создание художественного образа не только пластикой тела и яркими музыкальными акцентами, но и использованием характерных танцевальных элементов. Спектакли Сергея Землянского отличаются огромной экспрессией, гротеском в подаче образов персонажей, использованием визуальных и музыкальных эффектов.
Большую роль в создании нового стиля сыграли главный художник постановок Максим Обрезков — главный художник театр имени Вахтангова и композитор Павел Акимкин и автор либретто Владимир Моташнёв.
До 2022 года Сергей, как режиссер-поставщик, со своей командой поставил 20 самостоятельных спектаклей, в которых оттачивал свой стиль. 
В апреле 2022 года назначен главным хореографом Театра сатиры.
Ценность нового стиля Пластическая драма в том, что в нём происходит перевод драматических произведений на язык, понятный в любой стране мира. Эмоции понятны всем. Остаётся только самый глубокий смысл, очищенный от ложности слов. Лишая драматического актёра его важного инструмента — текста, голоса Землянский находит новые инструменты. Ему на помощь приходит музыка, сценография, визуальные эффекты.

## Основные спектакли/Творчество
- «Переход». (2005 г. Центр Драматургии и режиссуры Казанцева и Рощина, Студия SounDrama, Режиссёр В. Панков, г. Москва)
- «Морфий». (2006 г. Театр Et Cetera, Режиссёр В. Панков, г. Москва)
- «Гоголь. Вечера» Часть I. (2007 г. Центр им. Вс. Мейерхольда, Студия SounDrama «Театральные Решения», Режиссёр В. Панков, г. Москва).
- «После меня». 2008 г. (Компания нестрогого танца. г. Челябинск.)
- «Не смотря ни на что» Дуэт для конкурса артистов балета «Арабеск». (2008 г. г. Пермь)
- «Гоголь. Вечера» Часть II. (2008 г. Центр им. Вс. Мейерхольда, Студия SounDrama, «Театральные Решения», Режиссёр В. Панков, г. Москва)
- «Третья смена» (2008 г. Театр им. Йозефа Бойса, режиссёр Ф. Григорьян, г. Москва)
- «Территория любви» (2009 г. «Арт-Партнёр XXI», Студия SounDrama, Режиссёр В. Панков, г. Москва)
- «Чукчи» (2009 г. Театр Сцена-Молот, режиссёр Ф. Григорьян, г. Пермь)
- «Гоголь. Вечера» Часть III. (2009 г. Центр им. Вс. Мейерхольда, Студия SounDrama, «Театральные Решения», Режиссёр В. Панков, г. Москва)
- «Федра» (2009 г., Театр им. А. С. Пушкина, режиссёр Л. Хемлеб, г. Москва)
- «Les deux genres» (2009 г. Гранд-Балет гала «Шедевры», г. Москва)
- «Ромео и Джульетта» (2009 г. Театр Наций, Режиссёр В. Панков, г. Москва)
- «Комната» (2010 г. компания Диалог-Данс , Арт-площадка «Станция», г. Кострома)
- «Семь лун» (2010 г. Театр М. Вайля «Ильхом», студия SounDrama, Режиссёр В. Панков, г. Ташкент)
- «Я, Пулемётчик» (2010 г. Студия SounDrama, «Театральные Решения», Режиссёр В. Панков, г. Москва)
- «О. С.»(SounDrama studio, 2011 г.)
- «Город. ОК», экспериментальная программа Международного театрального фестиваля имени А. П. Чехова, SounDrama studio совместно с Studio 6 (США), 2011 г. Режиссёр В. Панков.
- «Горе от ума» (Пермский государственный академический театр «ТЕАТР», 2011 г. Режиссёр Ф. Григорьян)
- «Кеды» (2012, реж. Руслан Маликов, театр «Практика»)
- «Страна проживания» компания Диалог-Данс, арт-площадка «Станция», Кострома, 2012
- «Доктор» фильм режиссёра Владимира Панкова по сценарию Елены Исаевой, продюсеры Владимир Меньшов и Александр Литвинов. 2012 год
- «Осенняя соната» (Современник, 2012 г. Режиссёр Екатерина Половцева.)
- «Синдром Орфея» (совместный проект театра «Vidy-Lausanne», Швейцария, SounDrama studio, школа при балете Мориса Бежара «Rudra Bejart» и Международной конфедерации театральных союзов, 2012 г. Режиссёр В. Панков)
- «Жена» (Реж. Михаил Станкевич, Московский театр под руководством О. П. Табакова, 2012 год)
- «Машина» («Гоголь-центр»,2013 режиссёр В. Панков), лауреат премии «Золотая Маска»
- «Двор» («Гоголь-центр», 2014, режиссёр В. Панков)
- «Война» (Копродукция) Международный фестиваль имени Чехова, Москва, Эдинбургский театральный фестиваль, Конфедерация театральных союзов, студия «SounDrama» 2014, Режиссёр Владимир Панков.
- «Тупейный художник» (Реж. Михаил Станкевич, Московский театр под руководством О. П. Табакова, 2014 год)
- «Ревнивая к себе самой» (Театр им. Е. Вахтангова, реж А. Коручеков, 2014 год)
- Камерный театр. 100 лет. Спектакль посвящение. (2014, режиссёр Евгений Писарев, Сценографом спектакля-посвящения стал Зиновий Марголин, хореографом — Сергей Землянский)
- «Питер Пэн» (Новая сцена Театра им. Е. Вахтангова, реж А. Коручеков, 2015 год)
- «Мёртвые души» (Государственный Академический театр имени Евгения Вахтангова, 2021)  Режиссер Владимир Иванов
- "Балалайкин и К." (Прогресс-сцена, ранее — Театр Армена Джигарханяна, 2021), Режиссер Сергей Газаров

## Режиссёр собственных спектаклей
- «Материнское поле». Филиал театра им. Пушкина, Премьера: 09 октября 2012
- «Дама с камелиями» (театр им. Пушкина, 2013 г.)
- «Зима» Дипломный спектакль студентов Театрального института им. Б. Щукина, мастер курса А. А. Коручеков.
- «Цыганы» Поэма без слов. Спектакль IV курса Театрального института имени Б. Щукина, художественный руководитель курса А. А. Коручеков. 2016 год.

- «Индулис и Ария» (2014 г., Лиепайский драматический театр)
- «Демон» (2014 г. Театр им.М.Н.Ермоловой. Премьера состоялась 21 апреля 2014 года)
- «Ревизор» (2015 г. Театр им.М.Н.Ермоловой)
- «Жанна Д’Арк» (2015 г. Театр им. А.С. Пушкина)
- «Калигула» (2016, Московский Губернский театр под руководством Сергея Безрукова)
- «Воскресение» (2017 г. Центр театра и кино под руководством Никиты Михалкова)
- «Дом Бернарды Альбы» (2017, Новосибирский государственный академический драматический театр "Красный Факел»)
- «Женитьба» (Лиепайский драматический театр. Премьера состоялась 23 марта 2017 года)
- «Послание изгнанных» (2017,  Центр театра и кино под руководством Никиты Михалкова)
- «Макбет версия без слов» мировая премьера (2018, Театр Гешер, Тель_Авив. Премьера состоялась 5 февраля 2018)
- «Холстомер» (2018,Иркутский академический театр им. Н.П. Охлопкова. Премьера состоялась 14 сентября 2018 года)
- «Кот в сапогах» (2018 год, Екатеринбургский ТЮЗ)
- «Метаморфозы-IV Барыня.Суходол» (2019, Центр театра и кино под руководством Никиты Михалкова. Московский государственный театр киноактера. Премьера состоялась 26 апреля 2019 года)
- «Три товарища», балет. (2019 год, Латвийская Национальная опера, мировая премьера состоялась 30 ноября 2019 года)
- «Пиковая дама» (2020 год, ТЮЗ Екатеринбург. Премьера состоялась 30 октября 2020 года)
- «7» (2021 год, «Высшая школа сценических искусств» (Театральная школа Константина Райкина)
- "Арбенин" (2022, Московский Академический театр Сатиры. Премьера состоялась 21 апреля 2022)
- "Марья" (2022, Центр театра и кино под руководством Никиты Михалкова. Московский государственный театр киноактера. Премьера состоялась 26 сентября 2022)

## Признание и награды
- «Материнское поле» Молодёжная премия «Прорыв» 2013 программа off / Санкт-Петербург Фестиваль «Золотая Маска» 2013/ программа Russian case/ Москва Фестиваль «Золотая маска в Эстонии»/ Таллинн Фестиваль «Золотая маска в Латвии»/ Рига, Лиепая Международный форум театрального искусства «ТЕАРТ» 2014/ (Минск/ Белоруссия) Фестиваль «Золотая маска в городах России» / Псков/ Череповец 2014
- « Демон» Премия газеты МК / Лучший пластический спектакль/ сезон 2013/14 Премия имени А.Лобанова / лучшая режиссёрская работа / 2014
- «Ревизор» Премия имени А.Лобанова/ лучшая режиссёрская работа/2015 Лауреат первой профессиональной премии в области коммуникаций МГИМО «ZAZEРКАЛЬЕ» в номинации «Движение» спектакль «Ревизор», апрель 2016 год.
- «Индулис и Ария» Номинант премии «Килограмм культуры 2014» /Рига, Латвия Международный фестиваль «Musical August at the Seaside» 2015/ Клайпеда, Литва 3 номинации на Национальную театральную премию «SPELMANU NAKTS» сезон 2014/15 / Рига, Латвия — Лучший спектакль — Лучшая женская роль второго плана — Лучший композитор
- «Женитьба». 2017 год Латвийская Национальная Театральная премия: Лучший режиссёр. Лучший сценограф. Лучший художник по костюмам. Лучший хореограф в драматическом театре. Лучший художник по свету. Лучший спектакль «Большая форма». Лучший спектакль года. Приз зрительских симпатий
- Премия в области искусства «Килограмм культуры».
- Награда за вклад в культуру, Лиепае 2017.
- «Кот в сапогах», ТЮЗ г. Екатеринбург. Победил в номинации «Лучший музыкальный спектакль для детей» на II Международном большом детском фестивале, который проходил с 13 октября по 15 ноября в Москве.
- «Холстомер» 2021 год. Фестиваль современного искусства «Территория. Иркутск», спектакль вошёл в шорт лист конкурса.   2021 год – спектакль-лауреат XV Московского областного театрального фестиваля «Долгопрудненская осень», II место в формате АРТ-трансляции.